# テスト川
テスト川（テストがわ、River Test）は、イングランド南部、ハンプシャーを流れる川である。総延長は40マイル（約64キロメートル）あり、その流れはいくつもの風光明媚なイングランド南部の牧草に覆われた丘陵地帯（ダウンランド）を通り、ベイジングストークの西方10キロメートルにある集落アッシュ近辺の水源（地形測量局のグリッド参照システムではSU532498付近）から、サウサンプトン湾まで流れている。この川の上流は石灰岩質の土壌を流れるチョークストリーム（Chalk stream）であり、世界有数のトラウトフィッシング（マス釣り）のポイントとして知られている。

## 流域
川はアッシュ村の近くを水源とし、オーバートンやラバストークといった村落、ホイットチャーチの町を通って西へ流れ、テストボーンでボーン川と合流する手前で、流路の向きを南方へと変えている。そこからは、ロングパリッシュやミドルトンの村落を通過し、ディーバー川とアントン川と合流するホエアウェルやチルボルトンの村落へと流れてゆく。
チルボルトンからは、レックフォード、ロングストック、ストックブリッジ、ホートンといった村落を通り、ダン川と合流するモティスフォントやキンブリッジの村落へと流れる。ここからはティムズベリーの村を通って、ロムジーに届く手前でロケ・マナーの荘園内を流れる。ロムジーの西の端には、18世紀の水車小屋であるサドラーズ・ミルがテスト川の川岸に建っている。
ロムジーの南部では、川はルイス・マウントバッテン卿が住んだブロードランズの屋敷を通り、かつてローマ人の建設した橋があったナースリングの村落を通過し、そしてサウサンプトン郊外にあるトットンとレッドブリッジの間を流れてゆく。サウサンプトンの郊外でブラックウォーター川と合流し、そこからまもなく河口になる。広い河口付近では北側の川岸に沿ってコンテナターミナルやサウサンプトン港の岸壁が広がっている。最終的に河口付近でイッチェン川と並走し、二つの川はサウサンプトン湾に流れ込む。
チルボルトンとレッドブリッジ間において、かつてテスト川は廃止されたアンドーヴァー運河と並走して流れていた。この運河の大部分は1865年に鉄道のスプラット・アンド・ウィンクル線を建設するために埋め立てられてしまい、今日ではこの鉄道区間も大部分が廃止されている。ティムズベリーとラムジー間では運河の遺構をまだ確認することができるが、鉄道工事の結果、運河の大部分は完全に失われてしまった。
テスト川はイギリスの環境庁によって管理されており、レッドブリッジより下流の感潮河川部分はサウサンプトン港が船舶の航行を管理している。1998年、河口に近い下流部の一部はサウサンプトン湾、ソレント海峡およびワイト島の一部と共にラムサール条約登録地となった。
アンドーヴァーの町に議会を置く非都市ディストリクトであるテスト・ヴァレーの名はテスト川に由来しており、イギリス議会下院（庶民院）のサウサンプトン・テスト選挙区も同様にテスト川に由来している。

## ウォーターシップ・ダウンのうさぎたち
テスト川は、リチャード・アダムスの小説『ウォーターシップ・ダウンのうさぎたち』の重要な場面で登場する。ビグウィグが逃亡者の一団を率いてエフラファから脱走した後、彼らウォーターシップうさぎたちはウーンドウォート将軍率いるエフラファうさぎたちに追われる。ブラックベリーが考案したテスト川を平底船で下り逃亡を成功させる計画を、ヘイズルが実行する。文中では、ほとんどの川でこの計画が成功することはなかったであろうと語られており、テスト川の流れがスムースで沈んだ木の枝や中洲が少ないという環境が例外を作り出したと語られている。まもなく後に、平底船はアーチ橋に出くわして止まり、生き残ったうさぎたちはその場所から逃れるために橋の下を泳いで渡ることを強いられる。

## 支流
次に挙げる名はテスト川の支流であり、サウサンプトン湾から上流に向かう順番になっている。
- ブラックウォーター川（英語版）
- ダン川（英語版）
- Wallop Brook
- アントン川（英語版）
  - ピルヒル川（英語版）
- ディーバー川（英語版）
- ボーン川（英語版）
  - スウィフト川